# Ruanda az 1996. évi nyári olimpiai játékokon
Ruanda az egyesült államokbeli Atlantában megrendezett 1996. évi nyári olimpiai játékok egyik részt vevő nemzete volt. Az országot az olimpián 1 sportágban 4 sportoló képviselte, akik érmet nem szereztek.

## Atlétika
Férfi
| Versenyző           | Versenyszám | Előfutam | Előfutam | Előfutam | Negyeddöntő | Negyeddöntő | Negyeddöntő | Elődöntő | Elődöntő | Elődöntő | Döntő         | Döntő         |
| Versenyző           | Versenyszám | Idő      | Hely.    | Össz.    | Idő         | Hely.       | Össz.       | Idő      | Hely.    | Össz.    | Idő           | Helyezés      |
| ------------------- | ----------- | -------- | -------- | -------- | ----------- | ----------- | ----------- | -------- | -------- | -------- | ------------- | ------------- |
| Emmanuel Rubayiza   | 400 m       | 49,20    | 7.       | 54.      | kiesett     | kiesett     | kiesett     | kiesett  | kiesett  | kiesett  | kiesett       | kiesett       |
| Alexis Sharangabo   | 1500 m      | 3:46,42  | 9.       | 45.      |             |             |             | kiesett  | kiesett  | kiesett  | kiesett       | kiesett       |
| Mathias Ntawulikura | 10 000 m    | 27:51,69 | 3.       | 3.       |             |             |             |          |          |          | 27:50,73      | 8.            |
| Patrick Ishyaka     | Maraton     |          |          |          |             |             |             |          |          |          | nem ért célba | nem ért célba |